# Cerámica paestana

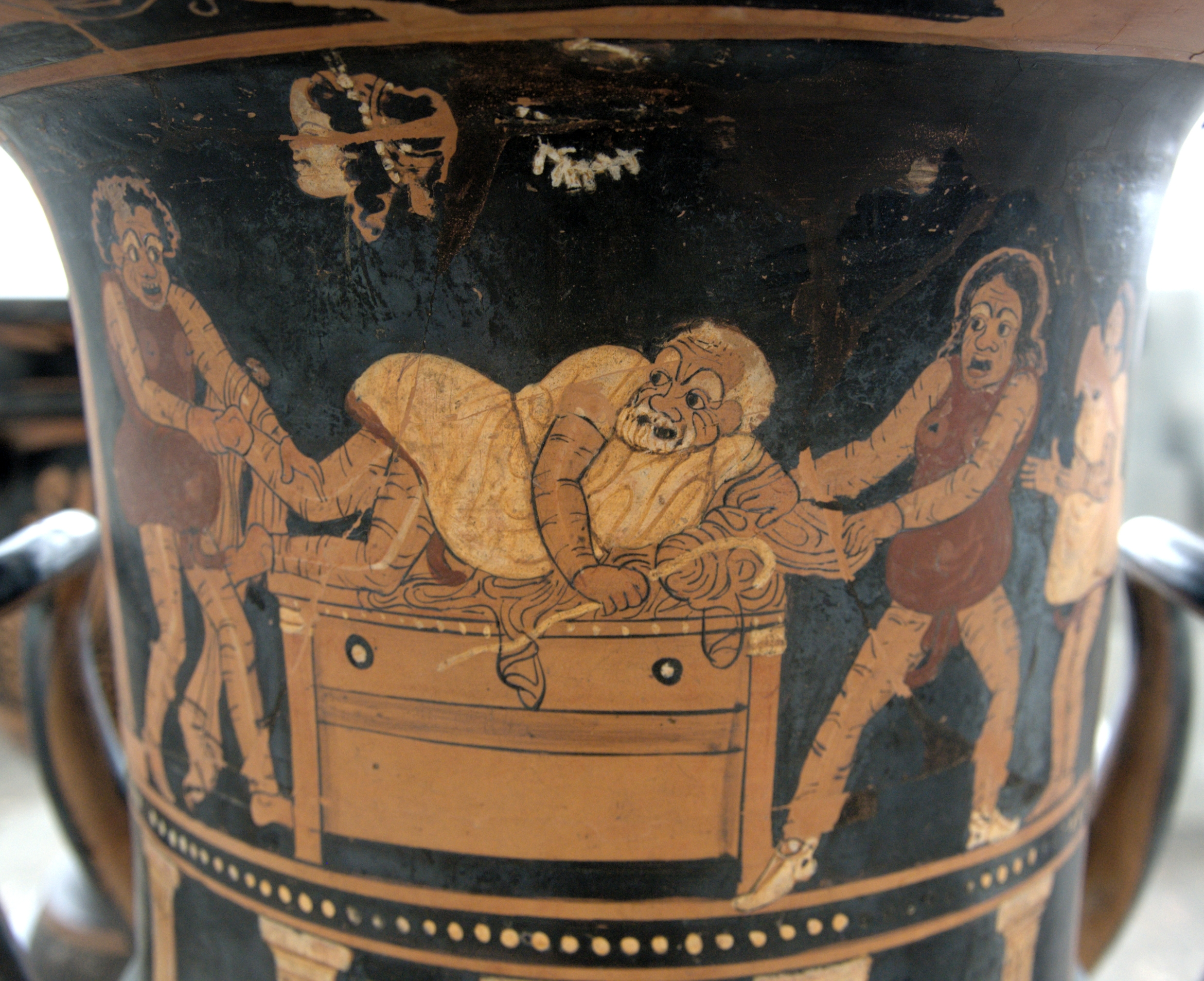
Crátera de cáliz con una escena de farsa flíaca del pintor Asteas, ca. 350-340 a .C. (Altes Museum, Berlín).

La cerámica paestana era un estilo de pintura de vasos asociado a Paestum, una ciudad de Campania en Italia fundada por colonos griegos. Es uno de los cinco estilos regionales de pintura de vasos con figuras rojas del sur de Italia. 

## Desarrollo
La cerámica paestana fue originado por inmigrantes sicilianos alrededor del año 360 a .C., y fue el último de los estilos del sur de Italia en desarrollarse. El primer taller estaba controlado por Asteas y Pitón, que son los únicos pintores de vasos del sur de Italia conocidos por las inscripciones. Pintaron principalmente cráteras de campana, ánforas de cuello, hidrias, lebes gámicos, lécanes, lécitos y jarras, y más raramente pélices, cráteras de cáliz y cráteras de volutas.
Asteas y Pitón tuvieron una gran influencia en la pintura de vasos de Paestum, claramente visible en la obra del Pintor de Afrodita, un probable inmigrante de Apulia. Hacia el año 330 a .C., se desarrolló un segundo taller, basado en el trabajo del primero. La calidad de su pintura y la variedad de sus motivos se deterioraron rápidamente. Al mismo tiempo, se hace notable la influencia del Pintor de Caivano de Campania, con prendas que caen de forma lineal y figuras femeninas sin contorno. Hacia el año 300 a .C., la pintura de vasos paestanos se detuvo.

## Motivos y temas

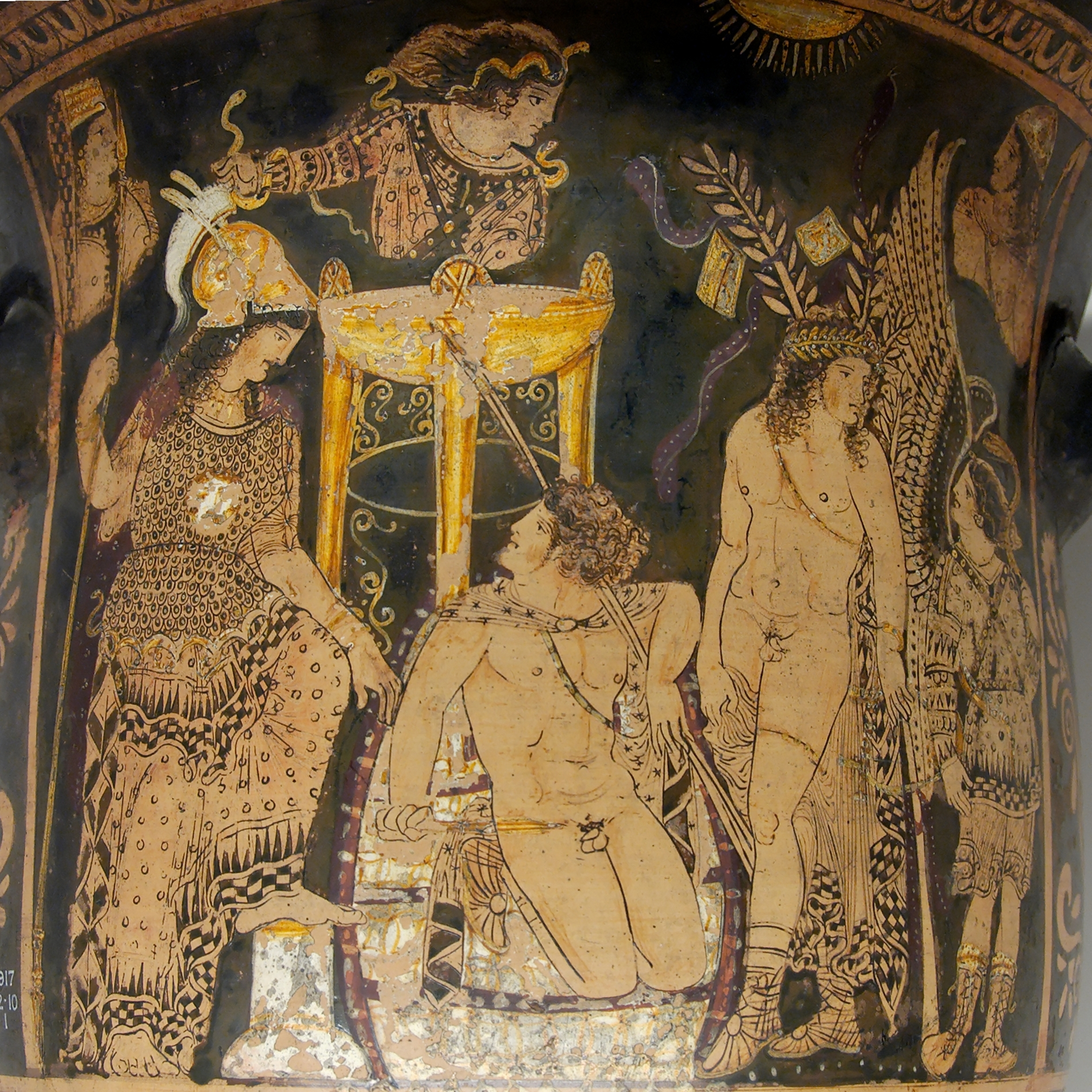
Orestes en Delfos, crátera de camapana de Pitón, aprox. 330 a. C. (Museo Británico).

Las características de la cerámica paestana son las decoraciones con palmetas laterales, un patrón de zarcillos con cálices y corolas conocido como «flor de asteas», patrones similares a la crestería en las prendas de vestir y cabellos rizados que cuelgan sobre la espalda de las figuras. Las figuras que se inclinan hacia delante, apoyadas en plantas o rocas, son igualmente comunes. Se utilizan a menudo colores especiales, sobre todo el blanco, el dorado, el negro, el púrpura y los tonos de rojo.
Los temas representados suelen pertenecer al ciclo dionisíaco: escenas de tíasos y simposios, sátiros, ménades, silenos, Orestes, Electra, los dioses Afrodita y Eros, Apolo, Atenea y Hermes. La cerámica paestana rara vez representa escenas domésticas, sí en cambio a los animales.
El vaso paestano muestra a un hombre y dos mujeres tramando tener relaciones sexuales. El motivo de este tema es la mente sexual del artista, que quería ilustrar sus pensamientos. Esta escena estaba dedicado al dios del amor Eros, en cuyo honor se habían realizado muchas obras como el Vaso paestano. 